# Epidendrum
Die Gattung Epidendrum aus der Familie der Orchideen (Orchidaceae) umfasst über 1660 Pflanzenarten, die in Süd- und Mittelamerika vorkommen. Es handelt sich zum größten Teil um immergrüne, ausdauernde, epiphytisch wachsende Pflanzen. Sie stellen einen bedeutenden Teil der neotropischen Orchideen-Flora dar.

## Beschreibung
Die Arten der Gattung Epidendrum bilden an einem kriechenden Rhizom in Abständen Sprossen mit begrenztem Wachstum (Sympodium). Einige Arten wachsen monopodial. Die Sprossachse ist oft lang, schlank und erinnert in ihren Proportionen an einen Schilf- oder Bambushalm. Gelegentlich ist sie auch zigarrenförmig verdickt oder zu rundlichen Pseudobulben geformt. Die Wurzeln entspringen dem Rhizom, seltener entlang der Sprossachse, sie sind glatt und fleischig, von einem etwa drei bis sieben Zellschichten dicken Velamen umgeben.
Die Laubblätter sitzen zweizeilig am Spross, je nach Art ist pro Spross nur ein Blatt vorhanden oder er ist dicht beblättert. Der Blattgrund umschließt den Spross röhrenförmig. Zwischen Blatt und Blattgrund findet sich meist ein Trenngewebe. Die Blattform variiert von linealisch über lanzettlich bis zu breit-oval. Die Blätter sind oft ledrig-fest, manchmal aber auch papierartig dünn oder fleischig verdickt bis zu stielrund. Einige Arten weisen eine rötliche Zeichnung auf den ansonsten grünen Blättern auf. Beide Seiten oder nur die Unterseite des Blatts ist mit Trichomen besetzt.

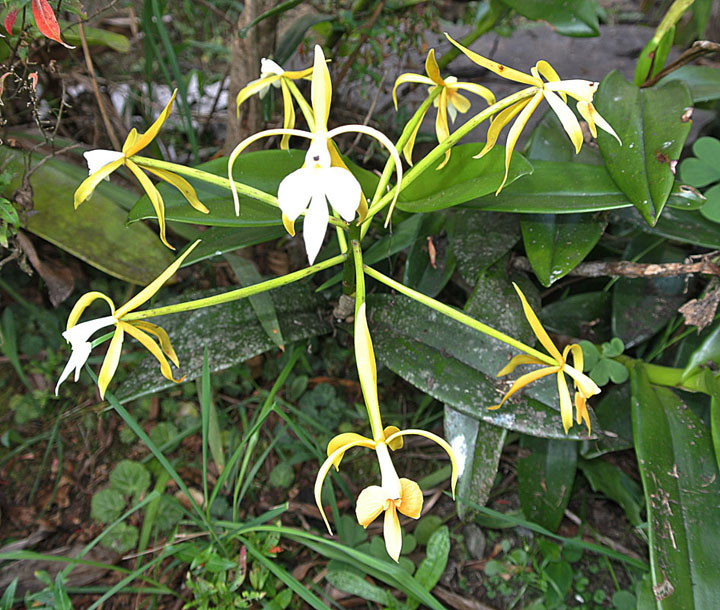
Epidendrum leucochilum

Der Blütenstand erscheint häufig aus einer Blütenscheide an der Spitze der Sprosse. Es gibt aber auch Arten mit seitlichen Blütenständen oder das Rhizom trägt wechselnd einen beblätterten und einen blühenden Spross. Arten, die monopodial wachsen, bilden den Blütenstand meist seitlich, aber auch monopodial wachsende Arten mit endständigem Blütenstand und somit begrenzter Lebensdauer der Pflanze (Semelparitie) kommen vor. Die Form des Blütenstands reicht von einblütig bis zu Dolden und Rispen, gelegentlich entwickelt sich aus einem Blütenstand in der nächsten Vegetationsperiode ein weiterer Blütentrieb. Die Blüten sind nicht immer resupiniert, sie stehen spiralig oder zweizeilig am Blütentrieb. Die häufigste Blütenfarbe ist hellgrün bis weiß, es kommen außer blau aber auch alle anderen Farben vor. Häufig produzieren die Blüten Duft, oft nur zu bestimmten Tageszeiten. Die Sepalen und Petalen sind nicht verwachsen und meist weit geöffnet. Die inneren Blütenblätter sehen den äußeren drei ähnlich, sie sind meist schmaler, bei einigen Arten nur fadenförmig. Die Lippe ist mit den Rändern der Säule auf der ganzen Länge verwachsen, seltener teilweise oder ganz frei. Lippe und Säule bilden so eine Röhre, dieses Nektarium setzt sich bis in den Fruchtknoten fort. Die Lippe ist einfach oder drei- bis vierlappig. Auf der Lippe befindet sich oft mittig ein Kallus. Die Säule ist gerade oder gebogen, selten bildet sie einen Säulenfuß oder eine sackartige Ausstülpung an der Basis zusammen mit der Lippe. Das Staubblatt sitzt auf der Oberseite oder am Ende der Säule und enthält zwei oder vier Pollinien. Je zwei werden von einem Stielchen zu einem Paar zusammengefasst. Die Narbe besitzt einen mittleren und zwei deutliche Seitenlappen. Das Rostellum ist schlitzförmig längs der Säule, es produziert einen halb flüssigen Kleber (Viscidium).
Die Befruchtung erfolgt durch Insekten, die versuchen, durch die Lippe-Säulen-Röhre an den Nektar zu gelangen (Schlüssellochblüte) und dabei Pollinien angeklebt bekommen bzw. an ihnen klebende Pollinien auf die Narbe übertragen. Die wenigen Bestäuber, die beobachtet werden konnten, waren meist Schmetterlinge oder Nachtfalter, aber auch Bienen, Fliegen, Wespen und bei einigen Arten Kolibris sorgen für die Bestäubung. Viele Arten produzieren gar keinen Nektar und täuschen die Blütenbesucher.
Die Kapselfrucht ist oval, manchmal birnenförmig oder fast rund. Die Samen sind zahlreich und klein, mit einem Durchmesser von 500 bis 1000 Mikrometern. Daneben gibt es auch Arten, deren Samen bis zu sechs Millimeter große Anhängsel besitzen und damit zu den größten Orchideen-Samen gehören.
Die Chromosomenzahl beträgt – soweit bekannt – meist 2n = 40.

## Verbreitung und Standorte

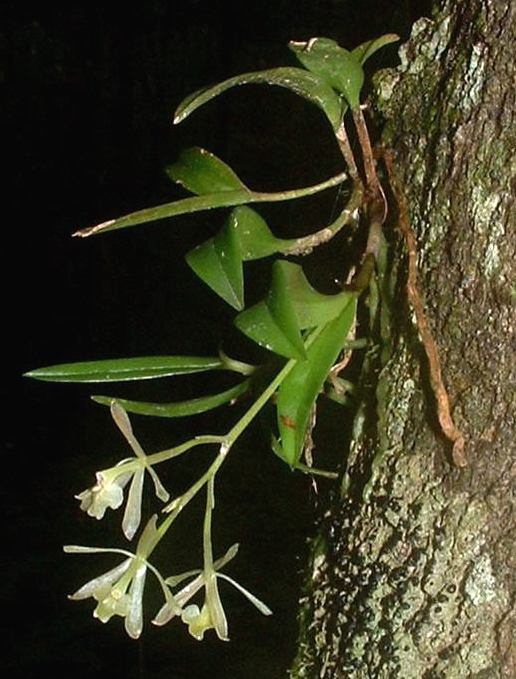
Epidendrum magnoliae

Die Arten der Gattung Epidendrum sind fast in der ganzen Neotropis beheimatet. Die nördlichsten Vorkommen liegen mit Epidendrum magnoliae im subtropischen Südosten der USA, im Süden wird noch Argentinien erreicht. Die evolutionäre Herkunft der Gattung könnte in Mittelamerika liegen, denn dort kommen Vertreter praktisch aller intragenerischer Gruppen vor.
Die meisten Arten sind Epiphyten feuchter oder saisonal trockener Wälder. Verschiedene Arten haben sich auf die Besiedlung von Ästen im Kroneninnern, im äußeren, sonnigen Bereich der Baumkrone oder am Stamm spezialisiert. Nur Zweigepiphyten gibt es in der Gattung nicht. Einige Arten leben in Humusansammlungen in Astgabeln oder finden sich bevorzugt in den Nestern baumbewohnender Ameisen. Vertreter dieser Gattung gibt es auch in Plantagen und Obstgärten. Obwohl die größte Artenvielfalt in feuchten Nebelwäldern zu finden ist, gibt es verschiedene Anpassungen an trockene Wuchsorte: laubabwerfende Arten sowie solche mit sukkulenten Blättern oder Sprossen.
Terrestrische Standorte werden von einer geringeren Anzahl von Arten besiedelt. Dabei gibt es Spezialisten für ausgesprochen ruderale Standorte, die an Hangrutschen, Sanddünen oder an Straßenrändern vorkommen. Diese Arten blühen schon nach ein oder zwei Jahren, bevor sie von höherer Vegetation wieder verdrängt werden. Weitere terrestrische Epidendrum-Arten finden sich in den Grasländern der Anden (Páramos) oder auf den Tepui genannten Tafelbergen.

## Systematik

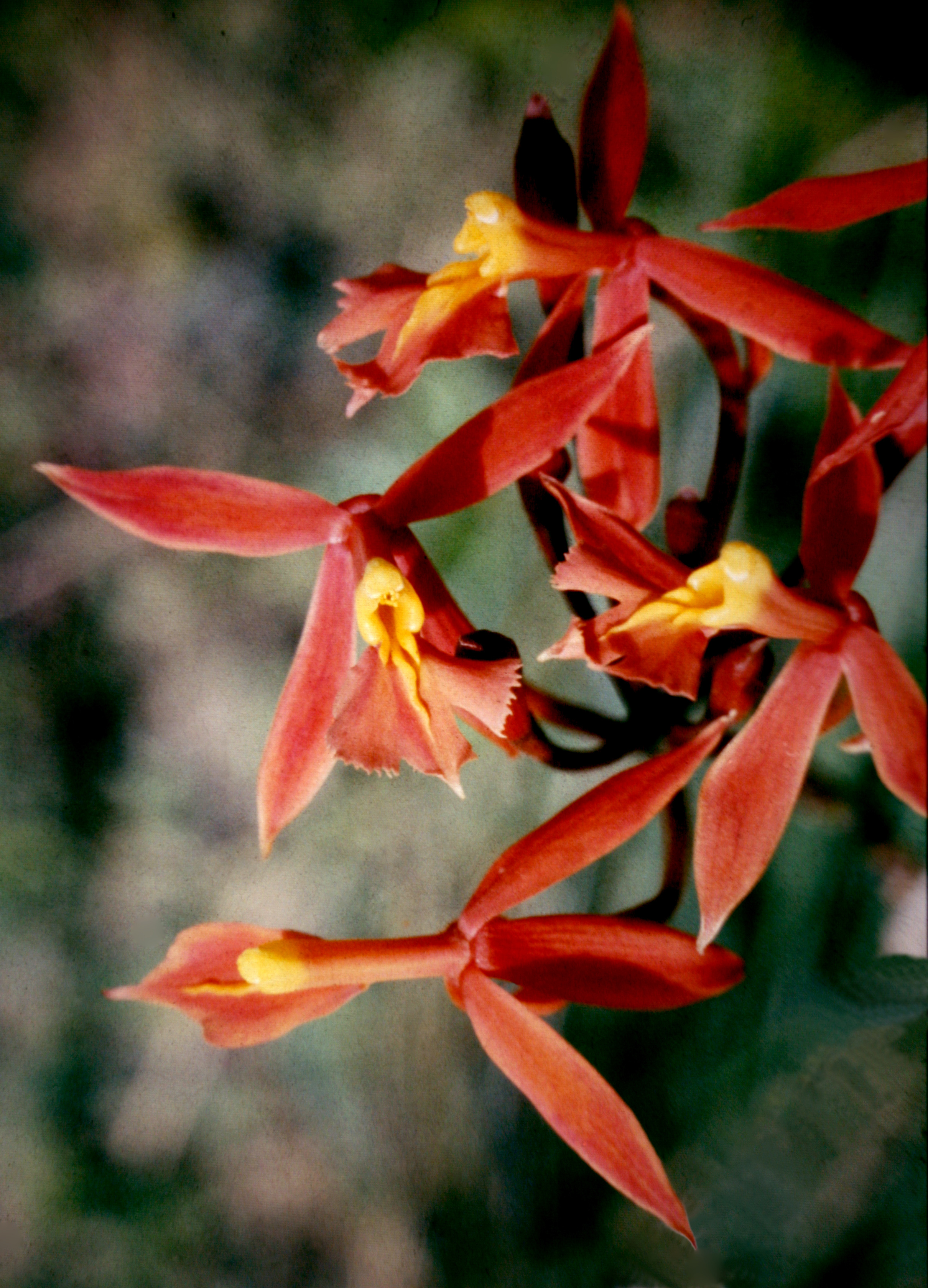
Epidendrum macrocarpum

Innerhalb der Unterfamilie Epidendroideae wird die Gattung Epidendrum in die Tribus Epidendreae und dort in die Subtribus Laeliinae eingeordnet. Epidendrum ist nah verwandt mit Barkeria, Caularthron und Orleanesia.
Eine Liste der anerkannten Arten findet sich bei R. Govaerts.

## Botanische Geschichte
Carl von Linné benannte alle ihm bekannten epiphytischen Orchideen Epidendrum, was etwa „auf dem Baum“ bedeutet. Die von Linné benannten Arten rechnet man heute zu den verschiedensten Gattungen. Als Erstbeschreibung wurde der Name Epidendrum von Carl von Linné in Species Plantarum, Auflage 2, Band 2, Seite 1347 konserviert. Seine vorherige Beschreibung in Species Plantarum Auflage 1, Band 2 Seite 952 wurde verworfen.